# Gambito Evans
|   | a | b | c | d | e | f | g | h |   |
| 8 | a8 preto torre · c8 preto bispo · d8 preto rainha · e8 preto rei · g8 preto cavalo · h8 preto torre · a7 preto peão · b7 preto peão · c7 preto peão · d7 preto peão · f7 preto peão · g7 preto peão · h7 preto peão · c6 preto cavalo · e5 preto peão · b4 preto bispo · c4 branco bispo · e4 branco peão · f3 branco cavalo · a2 branco peão · c2 branco peão · d2 branco peão · f2 branco peão · g2 branco peão · h2 branco peão · a1 branco torre · b1 branco cavalo · c1 branco bispo · d1 branco rainha · e1 branco rei · h1 branco torre | a8 preto torre · c8 preto bispo · d8 preto rainha · e8 preto rei · g8 preto cavalo · h8 preto torre · a7 preto peão · b7 preto peão · c7 preto peão · d7 preto peão · f7 preto peão · g7 preto peão · h7 preto peão · c6 preto cavalo · e5 preto peão · b4 preto bispo · c4 branco bispo · e4 branco peão · f3 branco cavalo · a2 branco peão · c2 branco peão · d2 branco peão · f2 branco peão · g2 branco peão · h2 branco peão · a1 branco torre · b1 branco cavalo · c1 branco bispo · d1 branco rainha · e1 branco rei · h1 branco torre | a8 preto torre · c8 preto bispo · d8 preto rainha · e8 preto rei · g8 preto cavalo · h8 preto torre · a7 preto peão · b7 preto peão · c7 preto peão · d7 preto peão · f7 preto peão · g7 preto peão · h7 preto peão · c6 preto cavalo · e5 preto peão · b4 preto bispo · c4 branco bispo · e4 branco peão · f3 branco cavalo · a2 branco peão · c2 branco peão · d2 branco peão · f2 branco peão · g2 branco peão · h2 branco peão · a1 branco torre · b1 branco cavalo · c1 branco bispo · d1 branco rainha · e1 branco rei · h1 branco torre | a8 preto torre · c8 preto bispo · d8 preto rainha · e8 preto rei · g8 preto cavalo · h8 preto torre · a7 preto peão · b7 preto peão · c7 preto peão · d7 preto peão · f7 preto peão · g7 preto peão · h7 preto peão · c6 preto cavalo · e5 preto peão · b4 preto bispo · c4 branco bispo · e4 branco peão · f3 branco cavalo · a2 branco peão · c2 branco peão · d2 branco peão · f2 branco peão · g2 branco peão · h2 branco peão · a1 branco torre · b1 branco cavalo · c1 branco bispo · d1 branco rainha · e1 branco rei · h1 branco torre | a8 preto torre · c8 preto bispo · d8 preto rainha · e8 preto rei · g8 preto cavalo · h8 preto torre · a7 preto peão · b7 preto peão · c7 preto peão · d7 preto peão · f7 preto peão · g7 preto peão · h7 preto peão · c6 preto cavalo · e5 preto peão · b4 preto bispo · c4 branco bispo · e4 branco peão · f3 branco cavalo · a2 branco peão · c2 branco peão · d2 branco peão · f2 branco peão · g2 branco peão · h2 branco peão · a1 branco torre · b1 branco cavalo · c1 branco bispo · d1 branco rainha · e1 branco rei · h1 branco torre | a8 preto torre · c8 preto bispo · d8 preto rainha · e8 preto rei · g8 preto cavalo · h8 preto torre · a7 preto peão · b7 preto peão · c7 preto peão · d7 preto peão · f7 preto peão · g7 preto peão · h7 preto peão · c6 preto cavalo · e5 preto peão · b4 preto bispo · c4 branco bispo · e4 branco peão · f3 branco cavalo · a2 branco peão · c2 branco peão · d2 branco peão · f2 branco peão · g2 branco peão · h2 branco peão · a1 branco torre · b1 branco cavalo · c1 branco bispo · d1 branco rainha · e1 branco rei · h1 branco torre | a8 preto torre · c8 preto bispo · d8 preto rainha · e8 preto rei · g8 preto cavalo · h8 preto torre · a7 preto peão · b7 preto peão · c7 preto peão · d7 preto peão · f7 preto peão · g7 preto peão · h7 preto peão · c6 preto cavalo · e5 preto peão · b4 preto bispo · c4 branco bispo · e4 branco peão · f3 branco cavalo · a2 branco peão · c2 branco peão · d2 branco peão · f2 branco peão · g2 branco peão · h2 branco peão · a1 branco torre · b1 branco cavalo · c1 branco bispo · d1 branco rainha · e1 branco rei · h1 branco torre | a8 preto torre · c8 preto bispo · d8 preto rainha · e8 preto rei · g8 preto cavalo · h8 preto torre · a7 preto peão · b7 preto peão · c7 preto peão · d7 preto peão · f7 preto peão · g7 preto peão · h7 preto peão · c6 preto cavalo · e5 preto peão · b4 preto bispo · c4 branco bispo · e4 branco peão · f3 branco cavalo · a2 branco peão · c2 branco peão · d2 branco peão · f2 branco peão · g2 branco peão · h2 branco peão · a1 branco torre · b1 branco cavalo · c1 branco bispo · d1 branco rainha · e1 branco rei · h1 branco torre | 8 |
| 7 | a8 preto torre · c8 preto bispo · d8 preto rainha · e8 preto rei · g8 preto cavalo · h8 preto torre · a7 preto peão · b7 preto peão · c7 preto peão · d7 preto peão · f7 preto peão · g7 preto peão · h7 preto peão · c6 preto cavalo · e5 preto peão · b4 preto bispo · c4 branco bispo · e4 branco peão · f3 branco cavalo · a2 branco peão · c2 branco peão · d2 branco peão · f2 branco peão · g2 branco peão · h2 branco peão · a1 branco torre · b1 branco cavalo · c1 branco bispo · d1 branco rainha · e1 branco rei · h1 branco torre | a8 preto torre · c8 preto bispo · d8 preto rainha · e8 preto rei · g8 preto cavalo · h8 preto torre · a7 preto peão · b7 preto peão · c7 preto peão · d7 preto peão · f7 preto peão · g7 preto peão · h7 preto peão · c6 preto cavalo · e5 preto peão · b4 preto bispo · c4 branco bispo · e4 branco peão · f3 branco cavalo · a2 branco peão · c2 branco peão · d2 branco peão · f2 branco peão · g2 branco peão · h2 branco peão · a1 branco torre · b1 branco cavalo · c1 branco bispo · d1 branco rainha · e1 branco rei · h1 branco torre | a8 preto torre · c8 preto bispo · d8 preto rainha · e8 preto rei · g8 preto cavalo · h8 preto torre · a7 preto peão · b7 preto peão · c7 preto peão · d7 preto peão · f7 preto peão · g7 preto peão · h7 preto peão · c6 preto cavalo · e5 preto peão · b4 preto bispo · c4 branco bispo · e4 branco peão · f3 branco cavalo · a2 branco peão · c2 branco peão · d2 branco peão · f2 branco peão · g2 branco peão · h2 branco peão · a1 branco torre · b1 branco cavalo · c1 branco bispo · d1 branco rainha · e1 branco rei · h1 branco torre | a8 preto torre · c8 preto bispo · d8 preto rainha · e8 preto rei · g8 preto cavalo · h8 preto torre · a7 preto peão · b7 preto peão · c7 preto peão · d7 preto peão · f7 preto peão · g7 preto peão · h7 preto peão · c6 preto cavalo · e5 preto peão · b4 preto bispo · c4 branco bispo · e4 branco peão · f3 branco cavalo · a2 branco peão · c2 branco peão · d2 branco peão · f2 branco peão · g2 branco peão · h2 branco peão · a1 branco torre · b1 branco cavalo · c1 branco bispo · d1 branco rainha · e1 branco rei · h1 branco torre | a8 preto torre · c8 preto bispo · d8 preto rainha · e8 preto rei · g8 preto cavalo · h8 preto torre · a7 preto peão · b7 preto peão · c7 preto peão · d7 preto peão · f7 preto peão · g7 preto peão · h7 preto peão · c6 preto cavalo · e5 preto peão · b4 preto bispo · c4 branco bispo · e4 branco peão · f3 branco cavalo · a2 branco peão · c2 branco peão · d2 branco peão · f2 branco peão · g2 branco peão · h2 branco peão · a1 branco torre · b1 branco cavalo · c1 branco bispo · d1 branco rainha · e1 branco rei · h1 branco torre | a8 preto torre · c8 preto bispo · d8 preto rainha · e8 preto rei · g8 preto cavalo · h8 preto torre · a7 preto peão · b7 preto peão · c7 preto peão · d7 preto peão · f7 preto peão · g7 preto peão · h7 preto peão · c6 preto cavalo · e5 preto peão · b4 preto bispo · c4 branco bispo · e4 branco peão · f3 branco cavalo · a2 branco peão · c2 branco peão · d2 branco peão · f2 branco peão · g2 branco peão · h2 branco peão · a1 branco torre · b1 branco cavalo · c1 branco bispo · d1 branco rainha · e1 branco rei · h1 branco torre | a8 preto torre · c8 preto bispo · d8 preto rainha · e8 preto rei · g8 preto cavalo · h8 preto torre · a7 preto peão · b7 preto peão · c7 preto peão · d7 preto peão · f7 preto peão · g7 preto peão · h7 preto peão · c6 preto cavalo · e5 preto peão · b4 preto bispo · c4 branco bispo · e4 branco peão · f3 branco cavalo · a2 branco peão · c2 branco peão · d2 branco peão · f2 branco peão · g2 branco peão · h2 branco peão · a1 branco torre · b1 branco cavalo · c1 branco bispo · d1 branco rainha · e1 branco rei · h1 branco torre | a8 preto torre · c8 preto bispo · d8 preto rainha · e8 preto rei · g8 preto cavalo · h8 preto torre · a7 preto peão · b7 preto peão · c7 preto peão · d7 preto peão · f7 preto peão · g7 preto peão · h7 preto peão · c6 preto cavalo · e5 preto peão · b4 preto bispo · c4 branco bispo · e4 branco peão · f3 branco cavalo · a2 branco peão · c2 branco peão · d2 branco peão · f2 branco peão · g2 branco peão · h2 branco peão · a1 branco torre · b1 branco cavalo · c1 branco bispo · d1 branco rainha · e1 branco rei · h1 branco torre | 7 |
| 6 | a8 preto torre · c8 preto bispo · d8 preto rainha · e8 preto rei · g8 preto cavalo · h8 preto torre · a7 preto peão · b7 preto peão · c7 preto peão · d7 preto peão · f7 preto peão · g7 preto peão · h7 preto peão · c6 preto cavalo · e5 preto peão · b4 preto bispo · c4 branco bispo · e4 branco peão · f3 branco cavalo · a2 branco peão · c2 branco peão · d2 branco peão · f2 branco peão · g2 branco peão · h2 branco peão · a1 branco torre · b1 branco cavalo · c1 branco bispo · d1 branco rainha · e1 branco rei · h1 branco torre | a8 preto torre · c8 preto bispo · d8 preto rainha · e8 preto rei · g8 preto cavalo · h8 preto torre · a7 preto peão · b7 preto peão · c7 preto peão · d7 preto peão · f7 preto peão · g7 preto peão · h7 preto peão · c6 preto cavalo · e5 preto peão · b4 preto bispo · c4 branco bispo · e4 branco peão · f3 branco cavalo · a2 branco peão · c2 branco peão · d2 branco peão · f2 branco peão · g2 branco peão · h2 branco peão · a1 branco torre · b1 branco cavalo · c1 branco bispo · d1 branco rainha · e1 branco rei · h1 branco torre | a8 preto torre · c8 preto bispo · d8 preto rainha · e8 preto rei · g8 preto cavalo · h8 preto torre · a7 preto peão · b7 preto peão · c7 preto peão · d7 preto peão · f7 preto peão · g7 preto peão · h7 preto peão · c6 preto cavalo · e5 preto peão · b4 preto bispo · c4 branco bispo · e4 branco peão · f3 branco cavalo · a2 branco peão · c2 branco peão · d2 branco peão · f2 branco peão · g2 branco peão · h2 branco peão · a1 branco torre · b1 branco cavalo · c1 branco bispo · d1 branco rainha · e1 branco rei · h1 branco torre | a8 preto torre · c8 preto bispo · d8 preto rainha · e8 preto rei · g8 preto cavalo · h8 preto torre · a7 preto peão · b7 preto peão · c7 preto peão · d7 preto peão · f7 preto peão · g7 preto peão · h7 preto peão · c6 preto cavalo · e5 preto peão · b4 preto bispo · c4 branco bispo · e4 branco peão · f3 branco cavalo · a2 branco peão · c2 branco peão · d2 branco peão · f2 branco peão · g2 branco peão · h2 branco peão · a1 branco torre · b1 branco cavalo · c1 branco bispo · d1 branco rainha · e1 branco rei · h1 branco torre | a8 preto torre · c8 preto bispo · d8 preto rainha · e8 preto rei · g8 preto cavalo · h8 preto torre · a7 preto peão · b7 preto peão · c7 preto peão · d7 preto peão · f7 preto peão · g7 preto peão · h7 preto peão · c6 preto cavalo · e5 preto peão · b4 preto bispo · c4 branco bispo · e4 branco peão · f3 branco cavalo · a2 branco peão · c2 branco peão · d2 branco peão · f2 branco peão · g2 branco peão · h2 branco peão · a1 branco torre · b1 branco cavalo · c1 branco bispo · d1 branco rainha · e1 branco rei · h1 branco torre | a8 preto torre · c8 preto bispo · d8 preto rainha · e8 preto rei · g8 preto cavalo · h8 preto torre · a7 preto peão · b7 preto peão · c7 preto peão · d7 preto peão · f7 preto peão · g7 preto peão · h7 preto peão · c6 preto cavalo · e5 preto peão · b4 preto bispo · c4 branco bispo · e4 branco peão · f3 branco cavalo · a2 branco peão · c2 branco peão · d2 branco peão · f2 branco peão · g2 branco peão · h2 branco peão · a1 branco torre · b1 branco cavalo · c1 branco bispo · d1 branco rainha · e1 branco rei · h1 branco torre | a8 preto torre · c8 preto bispo · d8 preto rainha · e8 preto rei · g8 preto cavalo · h8 preto torre · a7 preto peão · b7 preto peão · c7 preto peão · d7 preto peão · f7 preto peão · g7 preto peão · h7 preto peão · c6 preto cavalo · e5 preto peão · b4 preto bispo · c4 branco bispo · e4 branco peão · f3 branco cavalo · a2 branco peão · c2 branco peão · d2 branco peão · f2 branco peão · g2 branco peão · h2 branco peão · a1 branco torre · b1 branco cavalo · c1 branco bispo · d1 branco rainha · e1 branco rei · h1 branco torre | a8 preto torre · c8 preto bispo · d8 preto rainha · e8 preto rei · g8 preto cavalo · h8 preto torre · a7 preto peão · b7 preto peão · c7 preto peão · d7 preto peão · f7 preto peão · g7 preto peão · h7 preto peão · c6 preto cavalo · e5 preto peão · b4 preto bispo · c4 branco bispo · e4 branco peão · f3 branco cavalo · a2 branco peão · c2 branco peão · d2 branco peão · f2 branco peão · g2 branco peão · h2 branco peão · a1 branco torre · b1 branco cavalo · c1 branco bispo · d1 branco rainha · e1 branco rei · h1 branco torre | 6 |
| 5 | a8 preto torre · c8 preto bispo · d8 preto rainha · e8 preto rei · g8 preto cavalo · h8 preto torre · a7 preto peão · b7 preto peão · c7 preto peão · d7 preto peão · f7 preto peão · g7 preto peão · h7 preto peão · c6 preto cavalo · e5 preto peão · b4 preto bispo · c4 branco bispo · e4 branco peão · f3 branco cavalo · a2 branco peão · c2 branco peão · d2 branco peão · f2 branco peão · g2 branco peão · h2 branco peão · a1 branco torre · b1 branco cavalo · c1 branco bispo · d1 branco rainha · e1 branco rei · h1 branco torre | a8 preto torre · c8 preto bispo · d8 preto rainha · e8 preto rei · g8 preto cavalo · h8 preto torre · a7 preto peão · b7 preto peão · c7 preto peão · d7 preto peão · f7 preto peão · g7 preto peão · h7 preto peão · c6 preto cavalo · e5 preto peão · b4 preto bispo · c4 branco bispo · e4 branco peão · f3 branco cavalo · a2 branco peão · c2 branco peão · d2 branco peão · f2 branco peão · g2 branco peão · h2 branco peão · a1 branco torre · b1 branco cavalo · c1 branco bispo · d1 branco rainha · e1 branco rei · h1 branco torre | a8 preto torre · c8 preto bispo · d8 preto rainha · e8 preto rei · g8 preto cavalo · h8 preto torre · a7 preto peão · b7 preto peão · c7 preto peão · d7 preto peão · f7 preto peão · g7 preto peão · h7 preto peão · c6 preto cavalo · e5 preto peão · b4 preto bispo · c4 branco bispo · e4 branco peão · f3 branco cavalo · a2 branco peão · c2 branco peão · d2 branco peão · f2 branco peão · g2 branco peão · h2 branco peão · a1 branco torre · b1 branco cavalo · c1 branco bispo · d1 branco rainha · e1 branco rei · h1 branco torre | a8 preto torre · c8 preto bispo · d8 preto rainha · e8 preto rei · g8 preto cavalo · h8 preto torre · a7 preto peão · b7 preto peão · c7 preto peão · d7 preto peão · f7 preto peão · g7 preto peão · h7 preto peão · c6 preto cavalo · e5 preto peão · b4 preto bispo · c4 branco bispo · e4 branco peão · f3 branco cavalo · a2 branco peão · c2 branco peão · d2 branco peão · f2 branco peão · g2 branco peão · h2 branco peão · a1 branco torre · b1 branco cavalo · c1 branco bispo · d1 branco rainha · e1 branco rei · h1 branco torre | a8 preto torre · c8 preto bispo · d8 preto rainha · e8 preto rei · g8 preto cavalo · h8 preto torre · a7 preto peão · b7 preto peão · c7 preto peão · d7 preto peão · f7 preto peão · g7 preto peão · h7 preto peão · c6 preto cavalo · e5 preto peão · b4 preto bispo · c4 branco bispo · e4 branco peão · f3 branco cavalo · a2 branco peão · c2 branco peão · d2 branco peão · f2 branco peão · g2 branco peão · h2 branco peão · a1 branco torre · b1 branco cavalo · c1 branco bispo · d1 branco rainha · e1 branco rei · h1 branco torre | a8 preto torre · c8 preto bispo · d8 preto rainha · e8 preto rei · g8 preto cavalo · h8 preto torre · a7 preto peão · b7 preto peão · c7 preto peão · d7 preto peão · f7 preto peão · g7 preto peão · h7 preto peão · c6 preto cavalo · e5 preto peão · b4 preto bispo · c4 branco bispo · e4 branco peão · f3 branco cavalo · a2 branco peão · c2 branco peão · d2 branco peão · f2 branco peão · g2 branco peão · h2 branco peão · a1 branco torre · b1 branco cavalo · c1 branco bispo · d1 branco rainha · e1 branco rei · h1 branco torre | a8 preto torre · c8 preto bispo · d8 preto rainha · e8 preto rei · g8 preto cavalo · h8 preto torre · a7 preto peão · b7 preto peão · c7 preto peão · d7 preto peão · f7 preto peão · g7 preto peão · h7 preto peão · c6 preto cavalo · e5 preto peão · b4 preto bispo · c4 branco bispo · e4 branco peão · f3 branco cavalo · a2 branco peão · c2 branco peão · d2 branco peão · f2 branco peão · g2 branco peão · h2 branco peão · a1 branco torre · b1 branco cavalo · c1 branco bispo · d1 branco rainha · e1 branco rei · h1 branco torre | a8 preto torre · c8 preto bispo · d8 preto rainha · e8 preto rei · g8 preto cavalo · h8 preto torre · a7 preto peão · b7 preto peão · c7 preto peão · d7 preto peão · f7 preto peão · g7 preto peão · h7 preto peão · c6 preto cavalo · e5 preto peão · b4 preto bispo · c4 branco bispo · e4 branco peão · f3 branco cavalo · a2 branco peão · c2 branco peão · d2 branco peão · f2 branco peão · g2 branco peão · h2 branco peão · a1 branco torre · b1 branco cavalo · c1 branco bispo · d1 branco rainha · e1 branco rei · h1 branco torre | 5 |
| 4 | a8 preto torre · c8 preto bispo · d8 preto rainha · e8 preto rei · g8 preto cavalo · h8 preto torre · a7 preto peão · b7 preto peão · c7 preto peão · d7 preto peão · f7 preto peão · g7 preto peão · h7 preto peão · c6 preto cavalo · e5 preto peão · b4 preto bispo · c4 branco bispo · e4 branco peão · f3 branco cavalo · a2 branco peão · c2 branco peão · d2 branco peão · f2 branco peão · g2 branco peão · h2 branco peão · a1 branco torre · b1 branco cavalo · c1 branco bispo · d1 branco rainha · e1 branco rei · h1 branco torre | a8 preto torre · c8 preto bispo · d8 preto rainha · e8 preto rei · g8 preto cavalo · h8 preto torre · a7 preto peão · b7 preto peão · c7 preto peão · d7 preto peão · f7 preto peão · g7 preto peão · h7 preto peão · c6 preto cavalo · e5 preto peão · b4 preto bispo · c4 branco bispo · e4 branco peão · f3 branco cavalo · a2 branco peão · c2 branco peão · d2 branco peão · f2 branco peão · g2 branco peão · h2 branco peão · a1 branco torre · b1 branco cavalo · c1 branco bispo · d1 branco rainha · e1 branco rei · h1 branco torre | a8 preto torre · c8 preto bispo · d8 preto rainha · e8 preto rei · g8 preto cavalo · h8 preto torre · a7 preto peão · b7 preto peão · c7 preto peão · d7 preto peão · f7 preto peão · g7 preto peão · h7 preto peão · c6 preto cavalo · e5 preto peão · b4 preto bispo · c4 branco bispo · e4 branco peão · f3 branco cavalo · a2 branco peão · c2 branco peão · d2 branco peão · f2 branco peão · g2 branco peão · h2 branco peão · a1 branco torre · b1 branco cavalo · c1 branco bispo · d1 branco rainha · e1 branco rei · h1 branco torre | a8 preto torre · c8 preto bispo · d8 preto rainha · e8 preto rei · g8 preto cavalo · h8 preto torre · a7 preto peão · b7 preto peão · c7 preto peão · d7 preto peão · f7 preto peão · g7 preto peão · h7 preto peão · c6 preto cavalo · e5 preto peão · b4 preto bispo · c4 branco bispo · e4 branco peão · f3 branco cavalo · a2 branco peão · c2 branco peão · d2 branco peão · f2 branco peão · g2 branco peão · h2 branco peão · a1 branco torre · b1 branco cavalo · c1 branco bispo · d1 branco rainha · e1 branco rei · h1 branco torre | a8 preto torre · c8 preto bispo · d8 preto rainha · e8 preto rei · g8 preto cavalo · h8 preto torre · a7 preto peão · b7 preto peão · c7 preto peão · d7 preto peão · f7 preto peão · g7 preto peão · h7 preto peão · c6 preto cavalo · e5 preto peão · b4 preto bispo · c4 branco bispo · e4 branco peão · f3 branco cavalo · a2 branco peão · c2 branco peão · d2 branco peão · f2 branco peão · g2 branco peão · h2 branco peão · a1 branco torre · b1 branco cavalo · c1 branco bispo · d1 branco rainha · e1 branco rei · h1 branco torre | a8 preto torre · c8 preto bispo · d8 preto rainha · e8 preto rei · g8 preto cavalo · h8 preto torre · a7 preto peão · b7 preto peão · c7 preto peão · d7 preto peão · f7 preto peão · g7 preto peão · h7 preto peão · c6 preto cavalo · e5 preto peão · b4 preto bispo · c4 branco bispo · e4 branco peão · f3 branco cavalo · a2 branco peão · c2 branco peão · d2 branco peão · f2 branco peão · g2 branco peão · h2 branco peão · a1 branco torre · b1 branco cavalo · c1 branco bispo · d1 branco rainha · e1 branco rei · h1 branco torre | a8 preto torre · c8 preto bispo · d8 preto rainha · e8 preto rei · g8 preto cavalo · h8 preto torre · a7 preto peão · b7 preto peão · c7 preto peão · d7 preto peão · f7 preto peão · g7 preto peão · h7 preto peão · c6 preto cavalo · e5 preto peão · b4 preto bispo · c4 branco bispo · e4 branco peão · f3 branco cavalo · a2 branco peão · c2 branco peão · d2 branco peão · f2 branco peão · g2 branco peão · h2 branco peão · a1 branco torre · b1 branco cavalo · c1 branco bispo · d1 branco rainha · e1 branco rei · h1 branco torre | a8 preto torre · c8 preto bispo · d8 preto rainha · e8 preto rei · g8 preto cavalo · h8 preto torre · a7 preto peão · b7 preto peão · c7 preto peão · d7 preto peão · f7 preto peão · g7 preto peão · h7 preto peão · c6 preto cavalo · e5 preto peão · b4 preto bispo · c4 branco bispo · e4 branco peão · f3 branco cavalo · a2 branco peão · c2 branco peão · d2 branco peão · f2 branco peão · g2 branco peão · h2 branco peão · a1 branco torre · b1 branco cavalo · c1 branco bispo · d1 branco rainha · e1 branco rei · h1 branco torre | 4 |
| 3 | a8 preto torre · c8 preto bispo · d8 preto rainha · e8 preto rei · g8 preto cavalo · h8 preto torre · a7 preto peão · b7 preto peão · c7 preto peão · d7 preto peão · f7 preto peão · g7 preto peão · h7 preto peão · c6 preto cavalo · e5 preto peão · b4 preto bispo · c4 branco bispo · e4 branco peão · f3 branco cavalo · a2 branco peão · c2 branco peão · d2 branco peão · f2 branco peão · g2 branco peão · h2 branco peão · a1 branco torre · b1 branco cavalo · c1 branco bispo · d1 branco rainha · e1 branco rei · h1 branco torre | a8 preto torre · c8 preto bispo · d8 preto rainha · e8 preto rei · g8 preto cavalo · h8 preto torre · a7 preto peão · b7 preto peão · c7 preto peão · d7 preto peão · f7 preto peão · g7 preto peão · h7 preto peão · c6 preto cavalo · e5 preto peão · b4 preto bispo · c4 branco bispo · e4 branco peão · f3 branco cavalo · a2 branco peão · c2 branco peão · d2 branco peão · f2 branco peão · g2 branco peão · h2 branco peão · a1 branco torre · b1 branco cavalo · c1 branco bispo · d1 branco rainha · e1 branco rei · h1 branco torre | a8 preto torre · c8 preto bispo · d8 preto rainha · e8 preto rei · g8 preto cavalo · h8 preto torre · a7 preto peão · b7 preto peão · c7 preto peão · d7 preto peão · f7 preto peão · g7 preto peão · h7 preto peão · c6 preto cavalo · e5 preto peão · b4 preto bispo · c4 branco bispo · e4 branco peão · f3 branco cavalo · a2 branco peão · c2 branco peão · d2 branco peão · f2 branco peão · g2 branco peão · h2 branco peão · a1 branco torre · b1 branco cavalo · c1 branco bispo · d1 branco rainha · e1 branco rei · h1 branco torre | a8 preto torre · c8 preto bispo · d8 preto rainha · e8 preto rei · g8 preto cavalo · h8 preto torre · a7 preto peão · b7 preto peão · c7 preto peão · d7 preto peão · f7 preto peão · g7 preto peão · h7 preto peão · c6 preto cavalo · e5 preto peão · b4 preto bispo · c4 branco bispo · e4 branco peão · f3 branco cavalo · a2 branco peão · c2 branco peão · d2 branco peão · f2 branco peão · g2 branco peão · h2 branco peão · a1 branco torre · b1 branco cavalo · c1 branco bispo · d1 branco rainha · e1 branco rei · h1 branco torre | a8 preto torre · c8 preto bispo · d8 preto rainha · e8 preto rei · g8 preto cavalo · h8 preto torre · a7 preto peão · b7 preto peão · c7 preto peão · d7 preto peão · f7 preto peão · g7 preto peão · h7 preto peão · c6 preto cavalo · e5 preto peão · b4 preto bispo · c4 branco bispo · e4 branco peão · f3 branco cavalo · a2 branco peão · c2 branco peão · d2 branco peão · f2 branco peão · g2 branco peão · h2 branco peão · a1 branco torre · b1 branco cavalo · c1 branco bispo · d1 branco rainha · e1 branco rei · h1 branco torre | a8 preto torre · c8 preto bispo · d8 preto rainha · e8 preto rei · g8 preto cavalo · h8 preto torre · a7 preto peão · b7 preto peão · c7 preto peão · d7 preto peão · f7 preto peão · g7 preto peão · h7 preto peão · c6 preto cavalo · e5 preto peão · b4 preto bispo · c4 branco bispo · e4 branco peão · f3 branco cavalo · a2 branco peão · c2 branco peão · d2 branco peão · f2 branco peão · g2 branco peão · h2 branco peão · a1 branco torre · b1 branco cavalo · c1 branco bispo · d1 branco rainha · e1 branco rei · h1 branco torre | a8 preto torre · c8 preto bispo · d8 preto rainha · e8 preto rei · g8 preto cavalo · h8 preto torre · a7 preto peão · b7 preto peão · c7 preto peão · d7 preto peão · f7 preto peão · g7 preto peão · h7 preto peão · c6 preto cavalo · e5 preto peão · b4 preto bispo · c4 branco bispo · e4 branco peão · f3 branco cavalo · a2 branco peão · c2 branco peão · d2 branco peão · f2 branco peão · g2 branco peão · h2 branco peão · a1 branco torre · b1 branco cavalo · c1 branco bispo · d1 branco rainha · e1 branco rei · h1 branco torre | a8 preto torre · c8 preto bispo · d8 preto rainha · e8 preto rei · g8 preto cavalo · h8 preto torre · a7 preto peão · b7 preto peão · c7 preto peão · d7 preto peão · f7 preto peão · g7 preto peão · h7 preto peão · c6 preto cavalo · e5 preto peão · b4 preto bispo · c4 branco bispo · e4 branco peão · f3 branco cavalo · a2 branco peão · c2 branco peão · d2 branco peão · f2 branco peão · g2 branco peão · h2 branco peão · a1 branco torre · b1 branco cavalo · c1 branco bispo · d1 branco rainha · e1 branco rei · h1 branco torre | 3 |
| 2 | a8 preto torre · c8 preto bispo · d8 preto rainha · e8 preto rei · g8 preto cavalo · h8 preto torre · a7 preto peão · b7 preto peão · c7 preto peão · d7 preto peão · f7 preto peão · g7 preto peão · h7 preto peão · c6 preto cavalo · e5 preto peão · b4 preto bispo · c4 branco bispo · e4 branco peão · f3 branco cavalo · a2 branco peão · c2 branco peão · d2 branco peão · f2 branco peão · g2 branco peão · h2 branco peão · a1 branco torre · b1 branco cavalo · c1 branco bispo · d1 branco rainha · e1 branco rei · h1 branco torre | a8 preto torre · c8 preto bispo · d8 preto rainha · e8 preto rei · g8 preto cavalo · h8 preto torre · a7 preto peão · b7 preto peão · c7 preto peão · d7 preto peão · f7 preto peão · g7 preto peão · h7 preto peão · c6 preto cavalo · e5 preto peão · b4 preto bispo · c4 branco bispo · e4 branco peão · f3 branco cavalo · a2 branco peão · c2 branco peão · d2 branco peão · f2 branco peão · g2 branco peão · h2 branco peão · a1 branco torre · b1 branco cavalo · c1 branco bispo · d1 branco rainha · e1 branco rei · h1 branco torre | a8 preto torre · c8 preto bispo · d8 preto rainha · e8 preto rei · g8 preto cavalo · h8 preto torre · a7 preto peão · b7 preto peão · c7 preto peão · d7 preto peão · f7 preto peão · g7 preto peão · h7 preto peão · c6 preto cavalo · e5 preto peão · b4 preto bispo · c4 branco bispo · e4 branco peão · f3 branco cavalo · a2 branco peão · c2 branco peão · d2 branco peão · f2 branco peão · g2 branco peão · h2 branco peão · a1 branco torre · b1 branco cavalo · c1 branco bispo · d1 branco rainha · e1 branco rei · h1 branco torre | a8 preto torre · c8 preto bispo · d8 preto rainha · e8 preto rei · g8 preto cavalo · h8 preto torre · a7 preto peão · b7 preto peão · c7 preto peão · d7 preto peão · f7 preto peão · g7 preto peão · h7 preto peão · c6 preto cavalo · e5 preto peão · b4 preto bispo · c4 branco bispo · e4 branco peão · f3 branco cavalo · a2 branco peão · c2 branco peão · d2 branco peão · f2 branco peão · g2 branco peão · h2 branco peão · a1 branco torre · b1 branco cavalo · c1 branco bispo · d1 branco rainha · e1 branco rei · h1 branco torre | a8 preto torre · c8 preto bispo · d8 preto rainha · e8 preto rei · g8 preto cavalo · h8 preto torre · a7 preto peão · b7 preto peão · c7 preto peão · d7 preto peão · f7 preto peão · g7 preto peão · h7 preto peão · c6 preto cavalo · e5 preto peão · b4 preto bispo · c4 branco bispo · e4 branco peão · f3 branco cavalo · a2 branco peão · c2 branco peão · d2 branco peão · f2 branco peão · g2 branco peão · h2 branco peão · a1 branco torre · b1 branco cavalo · c1 branco bispo · d1 branco rainha · e1 branco rei · h1 branco torre | a8 preto torre · c8 preto bispo · d8 preto rainha · e8 preto rei · g8 preto cavalo · h8 preto torre · a7 preto peão · b7 preto peão · c7 preto peão · d7 preto peão · f7 preto peão · g7 preto peão · h7 preto peão · c6 preto cavalo · e5 preto peão · b4 preto bispo · c4 branco bispo · e4 branco peão · f3 branco cavalo · a2 branco peão · c2 branco peão · d2 branco peão · f2 branco peão · g2 branco peão · h2 branco peão · a1 branco torre · b1 branco cavalo · c1 branco bispo · d1 branco rainha · e1 branco rei · h1 branco torre | a8 preto torre · c8 preto bispo · d8 preto rainha · e8 preto rei · g8 preto cavalo · h8 preto torre · a7 preto peão · b7 preto peão · c7 preto peão · d7 preto peão · f7 preto peão · g7 preto peão · h7 preto peão · c6 preto cavalo · e5 preto peão · b4 preto bispo · c4 branco bispo · e4 branco peão · f3 branco cavalo · a2 branco peão · c2 branco peão · d2 branco peão · f2 branco peão · g2 branco peão · h2 branco peão · a1 branco torre · b1 branco cavalo · c1 branco bispo · d1 branco rainha · e1 branco rei · h1 branco torre | a8 preto torre · c8 preto bispo · d8 preto rainha · e8 preto rei · g8 preto cavalo · h8 preto torre · a7 preto peão · b7 preto peão · c7 preto peão · d7 preto peão · f7 preto peão · g7 preto peão · h7 preto peão · c6 preto cavalo · e5 preto peão · b4 preto bispo · c4 branco bispo · e4 branco peão · f3 branco cavalo · a2 branco peão · c2 branco peão · d2 branco peão · f2 branco peão · g2 branco peão · h2 branco peão · a1 branco torre · b1 branco cavalo · c1 branco bispo · d1 branco rainha · e1 branco rei · h1 branco torre | 2 |
| 1 | a8 preto torre · c8 preto bispo · d8 preto rainha · e8 preto rei · g8 preto cavalo · h8 preto torre · a7 preto peão · b7 preto peão · c7 preto peão · d7 preto peão · f7 preto peão · g7 preto peão · h7 preto peão · c6 preto cavalo · e5 preto peão · b4 preto bispo · c4 branco bispo · e4 branco peão · f3 branco cavalo · a2 branco peão · c2 branco peão · d2 branco peão · f2 branco peão · g2 branco peão · h2 branco peão · a1 branco torre · b1 branco cavalo · c1 branco bispo · d1 branco rainha · e1 branco rei · h1 branco torre | a8 preto torre · c8 preto bispo · d8 preto rainha · e8 preto rei · g8 preto cavalo · h8 preto torre · a7 preto peão · b7 preto peão · c7 preto peão · d7 preto peão · f7 preto peão · g7 preto peão · h7 preto peão · c6 preto cavalo · e5 preto peão · b4 preto bispo · c4 branco bispo · e4 branco peão · f3 branco cavalo · a2 branco peão · c2 branco peão · d2 branco peão · f2 branco peão · g2 branco peão · h2 branco peão · a1 branco torre · b1 branco cavalo · c1 branco bispo · d1 branco rainha · e1 branco rei · h1 branco torre | a8 preto torre · c8 preto bispo · d8 preto rainha · e8 preto rei · g8 preto cavalo · h8 preto torre · a7 preto peão · b7 preto peão · c7 preto peão · d7 preto peão · f7 preto peão · g7 preto peão · h7 preto peão · c6 preto cavalo · e5 preto peão · b4 preto bispo · c4 branco bispo · e4 branco peão · f3 branco cavalo · a2 branco peão · c2 branco peão · d2 branco peão · f2 branco peão · g2 branco peão · h2 branco peão · a1 branco torre · b1 branco cavalo · c1 branco bispo · d1 branco rainha · e1 branco rei · h1 branco torre | a8 preto torre · c8 preto bispo · d8 preto rainha · e8 preto rei · g8 preto cavalo · h8 preto torre · a7 preto peão · b7 preto peão · c7 preto peão · d7 preto peão · f7 preto peão · g7 preto peão · h7 preto peão · c6 preto cavalo · e5 preto peão · b4 preto bispo · c4 branco bispo · e4 branco peão · f3 branco cavalo · a2 branco peão · c2 branco peão · d2 branco peão · f2 branco peão · g2 branco peão · h2 branco peão · a1 branco torre · b1 branco cavalo · c1 branco bispo · d1 branco rainha · e1 branco rei · h1 branco torre | a8 preto torre · c8 preto bispo · d8 preto rainha · e8 preto rei · g8 preto cavalo · h8 preto torre · a7 preto peão · b7 preto peão · c7 preto peão · d7 preto peão · f7 preto peão · g7 preto peão · h7 preto peão · c6 preto cavalo · e5 preto peão · b4 preto bispo · c4 branco bispo · e4 branco peão · f3 branco cavalo · a2 branco peão · c2 branco peão · d2 branco peão · f2 branco peão · g2 branco peão · h2 branco peão · a1 branco torre · b1 branco cavalo · c1 branco bispo · d1 branco rainha · e1 branco rei · h1 branco torre | a8 preto torre · c8 preto bispo · d8 preto rainha · e8 preto rei · g8 preto cavalo · h8 preto torre · a7 preto peão · b7 preto peão · c7 preto peão · d7 preto peão · f7 preto peão · g7 preto peão · h7 preto peão · c6 preto cavalo · e5 preto peão · b4 preto bispo · c4 branco bispo · e4 branco peão · f3 branco cavalo · a2 branco peão · c2 branco peão · d2 branco peão · f2 branco peão · g2 branco peão · h2 branco peão · a1 branco torre · b1 branco cavalo · c1 branco bispo · d1 branco rainha · e1 branco rei · h1 branco torre | a8 preto torre · c8 preto bispo · d8 preto rainha · e8 preto rei · g8 preto cavalo · h8 preto torre · a7 preto peão · b7 preto peão · c7 preto peão · d7 preto peão · f7 preto peão · g7 preto peão · h7 preto peão · c6 preto cavalo · e5 preto peão · b4 preto bispo · c4 branco bispo · e4 branco peão · f3 branco cavalo · a2 branco peão · c2 branco peão · d2 branco peão · f2 branco peão · g2 branco peão · h2 branco peão · a1 branco torre · b1 branco cavalo · c1 branco bispo · d1 branco rainha · e1 branco rei · h1 branco torre | a8 preto torre · c8 preto bispo · d8 preto rainha · e8 preto rei · g8 preto cavalo · h8 preto torre · a7 preto peão · b7 preto peão · c7 preto peão · d7 preto peão · f7 preto peão · g7 preto peão · h7 preto peão · c6 preto cavalo · e5 preto peão · b4 preto bispo · c4 branco bispo · e4 branco peão · f3 branco cavalo · a2 branco peão · c2 branco peão · d2 branco peão · f2 branco peão · g2 branco peão · h2 branco peão · a1 branco torre · b1 branco cavalo · c1 branco bispo · d1 branco rainha · e1 branco rei · h1 branco torre | 1 |
|   | a | b | c | d | e | f | g | h |   |

O gambito Evans é uma abertura de xadrez. Caracteriza-se pelos movimentos:
1.e4 e5 2.Cf3 Cc6 3.Bc4 Bc5 4.b4!? Bxb4. Uma das possíveis variantes é a seguinte: 5.c3 Ba5 6.d4 exd4 7.0-0, onde as brancas entregam peões para ter um rápido desenvolvimento das suas peças e tentar um rápido ataque ao rei adversário.
Junto com o Gambito do Rei era a principal abertura jogada da Escola Romântica (xadrez). 
A Partida Sempre-Viva, jogada pelo jogador prussiano Adolf Anderssen no ano de 1852, foi jogada com o Gambito Evans.
Os principais jogadores do Gambito Evans foram o americano Paul Morphy e o prussiano Adolf Anderssen, no Século XIX